# Rudolf Guthmann

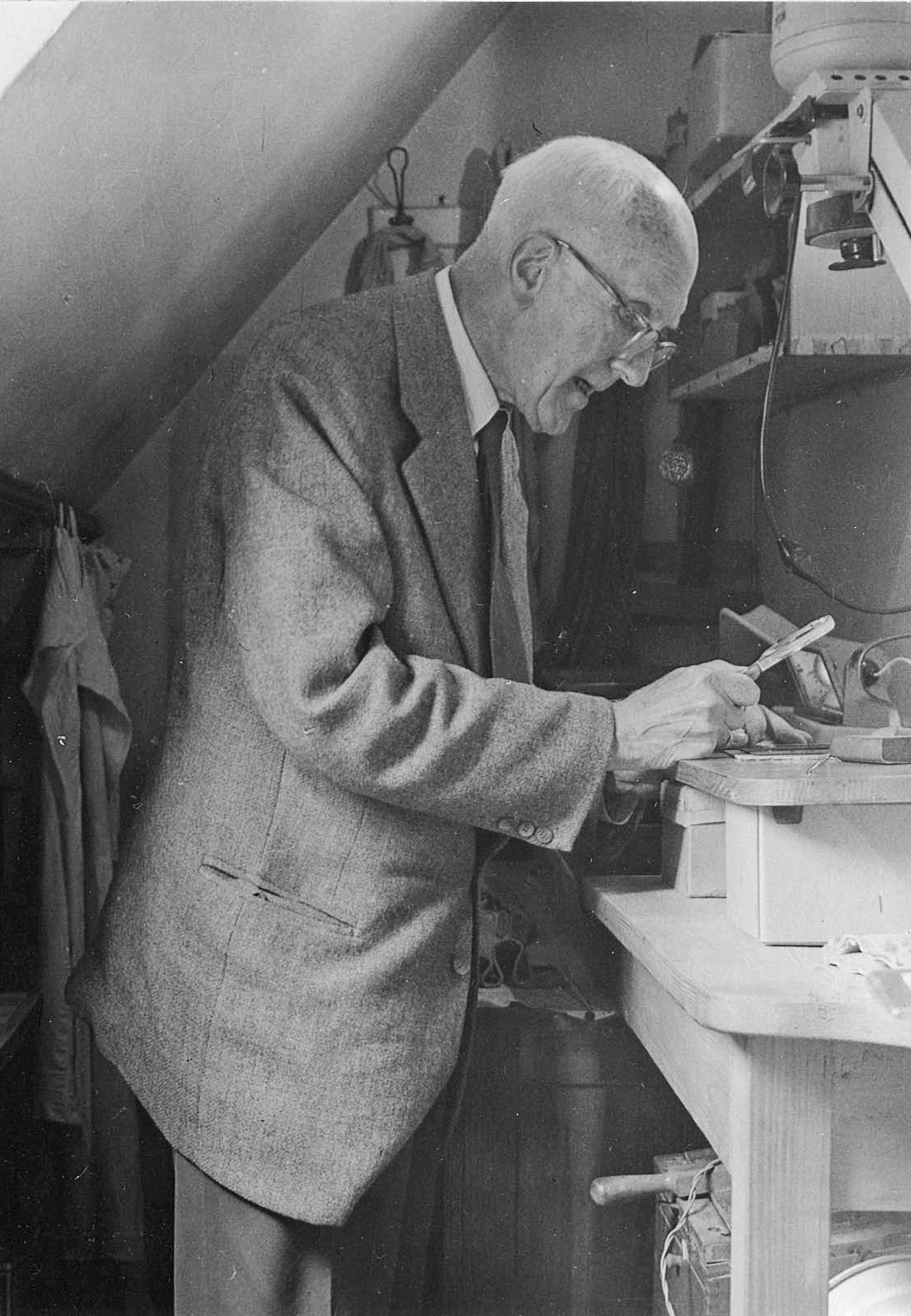
Rudolf Guthmann um 1960 in seiner Dunkelkammer

Rudolf Guthmann (eigentlich Oskar Rudolph Preibisch-Guthmann; * 16. Oktober 1887 in Marklissa, Landkreis Lauban, Provinz Schlesien, seit 1945 Leśna; † 7. Februar 1972 in Garbsen-Havelse) war ein deutscher Amateurfotograf.

## Leben
Rudolf Guthmann wurde als Sohn eines Textilfabrikleiters geboren. Er besuchte das städtische Realgymnasium in Görlitz, wo er Ostern 1907 sein Abitur ablegte. Zwischen 1907 und 1911 studierte er in München und in Danzig Architektur. Von 1911 bis 1912 war er Einjährig-Freiwilliger in Erfurt und diente im Ersten Weltkrieg als Unteroffizier, später als Leutnant und Regimentsadjutant in einem Artillerie-Regiment in Frankreich und in Russland.
Im Jahr 1912 erbte Guthmann gemeinsam mit seinen Brüdern Erich und Oskar die Textilfirma C. A. Preibisch mit Hauptsitz in Reichenau (Sachsen). Der letzte lebende Sohn des Firmengründers, Carl Reinhard Preibisch, hatte sie seinen Schwägern hinterlassen, weil seine Ehe mit Elisabeth Guthmann kinderlos geblieben war. Die Erbschaft war mit der Bedingung verknüpft, den Namen Preibisch zu führen, so dass Rudolf seitdem den Doppelnamen Preibisch-Guthmann trug. Während dieser Phase persönlicher wirtschaftlicher Stabilität heiratete Preibisch-Guthmann im November 1924 Elisabeth Lehmann. Doch ging die Rezession der Zwischenkriegszeit nicht spurlos am Textilunternehmen der Guthmanns vorbei; die Inflation setzte der sächsischen Textilindustrie enorm zu, so dass 1934 das Erbe Preibisch abgestoßen werden musste.
Die Familie Preibisch-Guthmann, zu der nun auch zwei Töchter gehörten, verließ ihre bisherige Wohnstätte in Reichenau und zog nach Berlin-Steglitz, wo der Vater bis zum Ende des Zweiten Weltkrieges eine Leitungsposition in der Reichsstelle für Textilwirtschaft bekleidete. 1943 wurde die Berliner Wohnung während der Luftangriffe der Alliierten auf Berlin von einer Bombe getroffen; um den verbleibenden Besitz zu retten, wurden die Besitztümer nach Gießmannsdorf (heute Gościszów (Nowogrodziec)) in Niederschlesien überführt. 1944 wurde die Berliner Wohnung völlig zerstört, so dass die Guthmanns vorübergehend obdachlos wurden. Infolge des sowjetischen Einmarsches in Schlesien verlor die Familie ihre in Gießmannsdorf eingelagerten Besitztümer, darunter auch die Kameraausrüstung. Mit Flüchtlingsstatus gelangte die Familie nach Westdeutschland, zunächst nach Hessen. Rudolf legte den Namen Preibisch inoffiziell wieder ab. Im Alter von 66 Jahren zog Guthmann 1953 zur Familie seiner Tochter nach Havelse (heute Garbsen) in Niedersachsen nordwestlich von Hannover. Im Auftrag der Gemeinde Havelse fotografierte er dort systematisch alle Häuser und dokumentierte die rasche Entwicklung des Ortes mit seinen Neubauten. Als die Gemeinde Havelse 1967 Teil der Einheitsgemeinde Garbsen und 1968 Ortsteil der neu entstandenen Stadt Garbsen wurde, dehnte Guthmann seine fotografische Arbeit auf die heutigen Stadtteile Altgarbsen und Auf der Horst aus. Seine Aufnahmen dokumentieren daher auch das Entstehen der Großwohnsiedlung Auf der Horst, die als Demonstrativbaumaßnahme des Bundesministeriums für Städtebau und Wohnungswesen Anerkennung fand.
Ein weiteres Motiv Rudolf Guthmanns war das nahe gelegene Kloster Marienwerder. Seine Fotos vertrieb er als Ansichtskarten teils im Selbstverlag, teils über einen örtlichen Schreibwarenhändler und konnte sich im Nachkriegsdeutschland ein bescheidenes Einkommen sichern. Rudolf Guthmann starb im Alter von 84 Jahren nach einem Schlaganfall.

## Fotografisches Werk
Guthmanns Leidenschaft für Fotografie lässt sich erstmals während seiner Wehrtätigkeit im Ersten Weltkrieg nachweisen. Aus den Aufzeichnungen der Tochter geht die Existenz einer Stereoskopieaufnahme hervor, die Erich Ludendorff und Paul von Hindenburg während einer Frontinspektion zeigt. Zusammen mit einem Großteil seiner frühen Fotografien wurde diese Aufnahme während des Zweiten Weltkriegs vernichtet.
Guthmanns Hauptwerk besteht in der fotografischen Inventarisierung des Dorfes Havelse während seiner Schwelle zur Urbanisierung. Im Auftrag der Gemeinde Havelse trug der Hobbyfotograf eine umfassende Sammlung zusammen, die heute in gebundener Form als 19-bändige „Chronik von Havelse“ im Stadtarchiv Garbsen lagert. Sie enthält mehr als 2.000 Fotografien aus den Jahren 1953 bis 1967. Im Jahr 2001 überließ die Tochter des Fotografen dem Stadtarchiv weiteres Material aus dem Nachlass ihres Vaters, darunter rund 600 Negative im Format 6 × 6 cm aus den Jahren 1967 bis 1971, die der Fotograf nicht mehr systematisch in die „Chronik von Havelse“ eingeordnet hatte.
Die Fotodokumentation zeichnet das Ortsbild der 1950er und 1960er Jahre umfassend auf und gibt einen Einblick in den Wandlungsprozess vom Dorf zur Stadt.  Aus regionalhistorischer Perspektive sind diese Aufnahmen wertvoll, denn Havelse erlebte einen starken Bevölkerungszuwachs während und nach dem Zweiten Weltkrieg. Dieser Prozess wurde begleitet durch umfassende städteplanerische Aktivitäten, die sich bis 1972 durch die Fotografien nachverfolgen lassen.
Auch die Großwohnsiedlung Auf der Horst, die ab 1963 vor allem auf Gebiet der damals selbstständigen Gemeinden Garbsen und Havelse entstand, begleitete Guthmann von Anfang an. So lässt sich anhand seiner Aufnahmen verfolgen, wie auf den noch 1963 unberührten Weideflächen zunächst Straßen, dann Gebäude entstanden, in die bereits im Dezember 1964 die ersten Bewohner einzogen. Am Ende der fotografischen Tätigkeit Guthmanns im Jahr 1971 war Auf der Horst nahezu vollständig fertig.

## Rezeption
Im Auftrag des Stadtarchivs Garbsen fertigte Dirk Dams im Jahr 2005 aktuelle Vergleichsaufnahmen zu einem großen Teil der Guthmann-Fotografien an, indem er Perspektive und Bildausschnitt möglichst genau nachstellte. Das Ergebnis präsentierte das Stadtarchiv Garbsen im Jahr 2006 im Stadtteil Havelse. Unter der Schirmherrschaft des StadtArchivVereins Garbsen e.V. entstand 2007 aus den alten und neuen Aufnahmen und den Erinnerungen der Havelser Einwohner das Buch „Havelse im Fokus. Geschichten von Häusern und Menschen“.
Anlässlich der Feierlichkeiten zum 50-jährigen Bestehen der Siedlung Auf der Horst im Jahr 2015 nutzte das Stadtarchiv Garbsen zahlreiche Guthmann-Fotografien für die Ausstellung „Der Griff nach den Sternen. Fünfzig Jahre Auf der Horst“. Der stark erweiterte Katalog zur Ausstellung erschien im September 2016 unter dem Titel „Der Griff nach den Sternen. Geschichte und Gegenwart des Garbsener Stadtteils Auf der Horst“.